# Station Dziewięcierz
Station Dziewięcierz is een spoorwegstation in de Poolse plaats Dziewięcierz.